# Ademar José Ribeiro
Ademar José Ribeiro, meglio conosciuto come Dé (Guariba, 18 febbraio 1940 – Santos, 12 aprile 1992), è stato un calciatore brasiliano, di ruolo difensore.

## Carriera
Di ruolo terzino sinistro, giocò la prima parte della sua carriera nel Portuguesa Santista, militandovi dal 1961 al 1968, e con cui vinse un campionato cadetto paulista nel 1964.
Nel 1968 giocò dapprima nel Santos e poi nel San Paolo. 
Nel 1969 passa al Palmeiras, club con il quale vince il Torneo Roberto Gomes Pedrosa 1969. Resterà in forza ai Verdão sino al 1971.
Nel 1975 fa parte della colonia brasiliana a seguito di Pelé presso gli statunitensi del N.Y. Cosmos, franchigia della NASL, con cui giunge a disputare le semifinali playoff del torneo, perse contro i futuri campioni del T.B. Rowdies.

## Palmarès

### Competizioni statali
- Torneo Roberto Gomes Pedrosa: 1

Palmeiras: 1969